# Dollot
Dollot és un municipi francès, situat al departament del Yonne i a la regió de Borgonya - Franc Comtat. L'any 2007 tenia 305 habitants.

## Demografia

### Població
El 2007 la població de fet de Dollot era de 305 persones. Hi havia 133 famílies, de les quals 42 eren unipersonals (19 homes vivint sols i 23 dones vivint soles), 46 parelles sense fills, 34 parelles amb fills i 11 famílies monoparentals amb fills.
La població ha evolucionat segons el següent gràfic:
Habitants censats

### Habitatges
El 2007 hi havia 175 habitatges, 131 eren l'habitatge principal de la família, 34 eren segones residències i 10 estaven desocupats. 173 eren cases i 1 era un apartament. Dels 131 habitatges principals, 111 estaven ocupats pels seus propietaris, 12 estaven llogats i ocupats pels llogaters i 8 estaven cedits a títol gratuït; 5 tenien dues cambres, 22 en tenien tres, 45 en tenien quatre i 59 en tenien cinc o més. 75 habitatges disposaven pel capbaix d'una plaça de pàrquing. A 58 habitatges hi havia un automòbil i a 57 n'hi havia dos o més.

### Piràmide de població
La piràmide de població per edats i sexe el 2009 era:
| Homes | Edats   | Dones |
| ----- | ------- | ----- |
| 0     | 95 o +  | 0     |
| 0     | 90 a 94 | 0     |
| 4     | 85 a 89 | 4     |
| 0     | 80 a 84 | 0     |
| 8     | 75 a 79 | 0     |
| 12    | 70 a 74 | 16    |
| 8     | 65 a 69 | 12    |
| 8     | 60 a 64 | 8     |
| 0     | 55 a 59 | 4     |
| 16    | 50 a 54 | 20    |
| 8     | 45 a 49 | 4     |
| 20    | 40 a 44 | 8     |
| 8     | 35 a 39 | 12    |
| 12    | 30 a 34 | 8     |
| 4     | 25 a 29 | 0     |
| 12    | 20 a 24 | 8     |
| 16    | 15 a 19 | 8     |
| 24    | 10 a 14 | 28    |
| 12    | 5 a 9   | 8     |
| 4     | 0 a 4   | 4     |

## Economia
El 2007 la població en edat de treballar era de 197 persones, 140 eren actives i 57 eren inactives. De les 140 persones actives 128 estaven ocupades (72 homes i 56 dones) i 13 estaven aturades (7 homes i 6 dones). De les 57 persones inactives 23 estaven jubilades, 19 estaven estudiant i 15 estaven classificades com a «altres inactius».

### Ingressos
El 2009 a Dollot hi havia 131 unitats fiscals que integraven 306,5 persones, la mediana anual d'ingressos fiscals per persona era de 18.317 €.

### Activitats econòmiques
Dels 17 establiments que hi havia el 2007, 3 eren d'empreses de construcció, 1 d'una empresa de comerç i reparació d'automòbils, 2 d'empreses de transport, 1 d'una empresa d'informació i comunicació, 1 d'una empresa financera, 1 d'una empresa immobiliària, 3 d'empreses de serveis, 1 d'una entitat de l'administració pública i 4 d'empreses classificades com a «altres activitats de serveis».
Dels 4 establiments de servei als particulars que hi havia el 2009, 2 eren paletes, 1 electricista i 1 agència immobiliària.
L'any 2000 a Dollot hi havia 10 explotacions agrícoles.

## Equipaments sanitaris i escolars
El 2009 hi havia una escola elemental integrada dins d'un grup escolar amb les comunes properes formant una escola dispersa.

## Poblacions més properes
El següent diagrama mostra les poblacions més properes.